# 德克斯特·戈登

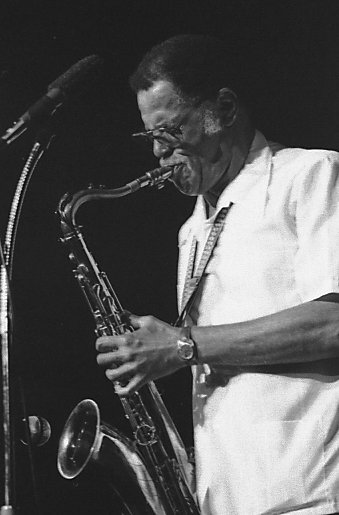
德克斯特·戈登

德克斯特·戈登 (Dexter Gordon，1923年2月27日 - 1990年4月25日) 是美国咆勃爵士樂男高音薩克斯風演奏家、作曲家和乐队指挥。戈登身高6英尺6英寸（198） 。
德克斯特·戈登曾於1986年获得格莱美最佳爵士乐器演奏奖。他曾在1990年上映的电影無語問蒼天中客串了一个角色 。1990年4月25日，戈登在費城因腎功能衰竭和与吸烟有关的喉癌去世，享年67岁。